# John S. Foster senior
John Stuart Foster (* 30. Mai 1890 in Clarence (Annapolis County, Nova Scotia); † 9. September 1964 in Berkeley (Kalifornien)) war ein kanadischer Physiker.
Er hatte einen gleichnamigen Sohn, der ebenfalls Physiker war. Daher trägt sein Name oft den Zusatz senior.

## Leben
John Stuart Foster stammt aus Clarence in der kanadischen Provinz Nova Scotia. Er wurde 1921 unter Henry A. Bumstead und Leigh Page an der Yale University promoviert, seine Dissertation behandelte die erstmalige Messung des Stark-Effekts beim Helium. Im Jahre  1924 wurde er zum Assistant Professor an der McGill University in Montreal ernannt, wo er Physik lehrte, 1930 wurde er Associate Professor.
Während des Zweiten Weltkriegs diente er als Verbindungsoffizier zum National Research Council. Er arbeitete am vom MIT betriebenen Radiation Laboratory an der Erforschung und Entwicklung von Radaren.
Er entwickelte eine schnell arbeitende Antenne, die als Foster Scanner bekannt wurde.
1944 kehrte Foster an die McGill University zurück, wo er die Konstruktion eines 100-MeV Zyklotrons leitete. Dieses Gerät wurde 1949 in Betrieb genommen und war damals hinter dem Zyklotron in Berkeley das weltweit zweitgrößte seiner Art. Von 1952 bis 1955 leitete er die Physik-Abteilung an der McGill University. 
Foster war verheiratet und hatte zwei Söhne. Sein Sohn John S. Foster junior, der ebenfalls Physiker wurde und 1948 an der University of California seinen Abschluss machte, wurde Direktor des Lawrence Livermore National Laboratory, Direktor für Forschung und Technik am US-Verteidigungsministerium und Vizepräsident der TRW Inc. Im Ruhestand zogen die Fosters nach Kalifornien, wo ihre Söhne lebten. John Stuart Foster senior starb am 9. September 1964 in Berkeley.

## Auszeichnungen und Ehrungen
- John Stuart Foster war seit 1929 Fellow der Royal Society of Canada.
- 1930 wurde ihm die Levy-Madaille des Franklin Institutes verliehen.
- 1935 erfolgte die Wahl zum Fellow der Royal Society of London.
- 1946 erhielt er die Henry Marshall Tory Medal.
- Das  John Stuart Foster Radiation Laboratory and Cyclotron (John Stuart Foster Strahlungslabor und Zyklotron) an der McGill University wurde 1964 nach ihm benannt.[1]
- Im Jahre 1970 benannte die IAU den Mondkrater Foster offiziell nach John Stuart Foster.[4]